# У Имин
У Ими́н (кит. упр. 忤一鳴, пиньинь Wǔ Yīmíng, род. 11 февраля 1987 года, Чанчунь, Цзилинь) — китайский фигурист, выступавший в парном катании. Его первой партнёршей была Ань Ни, с которой он катался до 2006 года. Затем образовал спортивную пару с Дун Хуэйбо. Они — бронзовые призёры чемпионата мира среди юниоров (2008), призёры чемпионата Китая и Универсиады (2009, 2011), участники чемпионата мира (2008, 2010, 2011).
По состоянию на июнь 2011 года У и Дун занимали 14-е место в рейтинге Международного союза конькобежцев. В 2012 году У завершил соревновательную карьеру из-за проблем со здоровьем. После чего начал работать тренером по фигурному катанию.

## Программы
(с Дун Хуэйбо)
| Сезон     | Короткая программа                                    | Произвольная программа              |
| --------- | ----------------------------------------------------- | ----------------------------------- |
| 2011—2012 | «Red Violin» из Аранхуэсского концерта Хоакин Родриго | Саундтрек к фильму «Мулан»          |
| 2010—2011 | «Red Violin» из Аранхуэсского концерта Хоакин Родриго | Саундтрек к фильму «Миф» Натан Вонг |
| 2009—2010 | «Amazonic» Максим Мрвица                              |                                     |
| 2008—2009 |                                                       |                                     |
| 2007—2008 | «Тоска» Джакомо Пуччини в исполнении Максима Мрвицы   | Саундтрек к фильму «Миф» Натан Вонг |

## Результаты
Выступления в паре с Ань Ни
| Соревнования                | 04/05                       | 05/06                       |                             |                             |                             |
| Международные среди юниоров | Международные среди юниоров | Международные среди юниоров | Международные среди юниоров | Международные среди юниоров | Международные среди юниоров |
| --------------------------- | --------------------------- | --------------------------- | --------------------------- | --------------------------- | --------------------------- |
| Чемпионат мира              | 10                          | 14                          |                             |                             |                             |
| Национальные                |                             |                             |                             |                             |                             |
| Чемпионат Китая             | 3                           | 2                           |                             |                             |                             |

Выступления в паре с Дун Хуэйбо
| Соревнования                | 07/08         | 08/09         | 09/10         | 10/11         | 11/12         |
| Международные               | Международные | Международные | Международные | Международные | Международные |
| --------------------------- | ------------- | ------------- | ------------- | ------------- | ------------- |
| Чемпионат мира              | 12            |               | 17            | 14            |               |
| Четыре континента           |               | 9             | 8             | 10            | 10            |
| Гран-при Канады             |               | 8             |               | 7             |               |
| Гран-при Китая              |               |               | 6             | 7             |               |
| Гран-при Франции            |               | 4             | 6             |               | 6             |
| Универсиада                 |               | 3             |               | 2             |               |
| Международные среди юниоров |               |               |               |               |               |
| Чемпионат мира              | 3             |               |               |               |               |
| Гран-при Эстонии            | 7             |               |               |               |               |
| Гран-при Великобритании     | 11            |               |               |               |               |
| Национальные                |               |               |               |               |               |
| Чемпионат Китая             |               |               | 3             | 4             | 5             |